# Piena di vita
Piena di vita è un film del 1956 diretto dal regista Richard Quine. Uscito il 25 dicembre 1956, soggetto dal romanzo Una vita piena di John Fante.

## Trama
Il matrimonio di due giovani italo-americani deve dapprima vedersela con il fatto che la ragazza non è religiosa, mentre lui appartiene a una famiglia di credenti cattolici.
Poi, quando i due si sposano e sono in attesa dell'erede, i guai continuano a causa della casa in cui abitano, il cui pavimento sprofonda: la coppia, giovane e squattrinata, deve affidare i lavori al padre di lui, il cui mestiere è fare il muratore.